# En Ungdomssynd
En Ungdomssynd er en dansk stumfilm fra 1915 med ukendt instruktør.

## Handling
Denne artikel mangler et handlingsreferat. Hjælp os med at skrive det.

## Medvirkende
- Alfi Zangenberg - Agnete, student
- Ellen Rassow - Else, student, Agnetes vendinde
- Anton de Verdier - Axel Linde, savværksejer, Agnetes onkel